# Brandneteluitbreekkommetje
Het brandneteluitbreekkommetje (Pyrenopeziza urticicola) is een schimmel uit de familie Ploettnerulaceae. Het komt voor op ruigtevegetatie en vuilnisbelten. Het leeft saprotroof op dode stengels van brandnetel (Urtica), maar ook op andere kruiden.

## Kenmerken
De sporen meten 6-9 x 1,5-2 µm. De asci zijn 40-60 µm lang. Er zijn "randharen" tot 60 µm lang.

## Verspreiding
In Nederland komt het brandneteluitbreekkommetje matig algemeen voor.